# Солоріна
Солоріна (Solorina) — рід лишайників родини пельтигерові (Peltigeraceae). Назва вперше опублікована 1808 року.

## Будова
Талом у вигляді листоподібних пластинок, гетеромірний, на нижньому боці завжди розміщені ризоїди і слабо розвинуті жилки. Лопаті 1-5 см шириною. Апотенції темні, розміщуються по всьому слоєвищу, переважно занурені в нього, округлі, часто мають вигляд плям. Нижня поверхня талома може бути червоною.

## Поширення та середовище існування
Зустрічається на голому ґрунті, деякі види мешкають серед мохів на ґрунті і скалах.
Солоріна мішкувата та Солоріна двоспорова занесені до Червоної книги України.

## Галерея

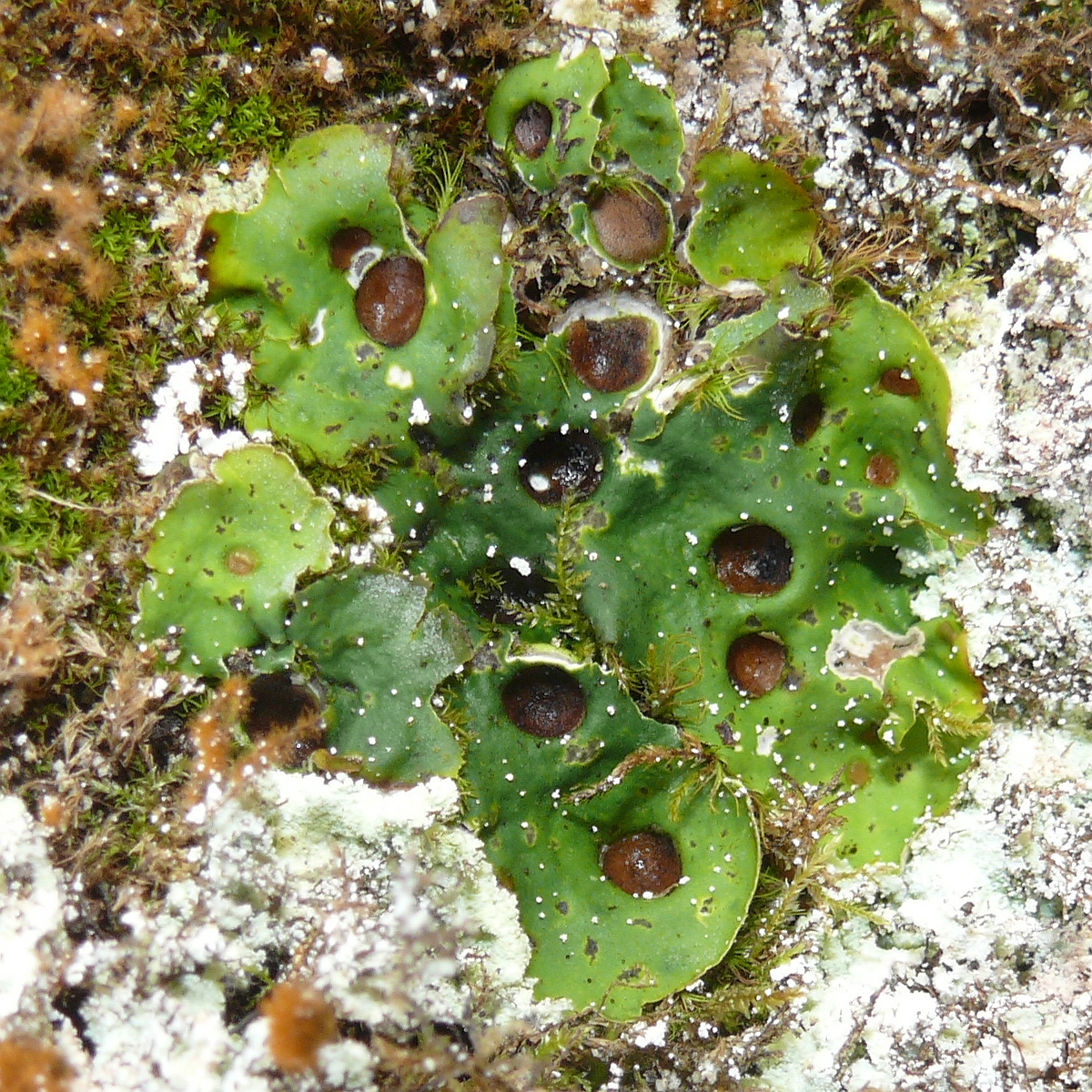
Солоріна мішкувата Solorina saccata
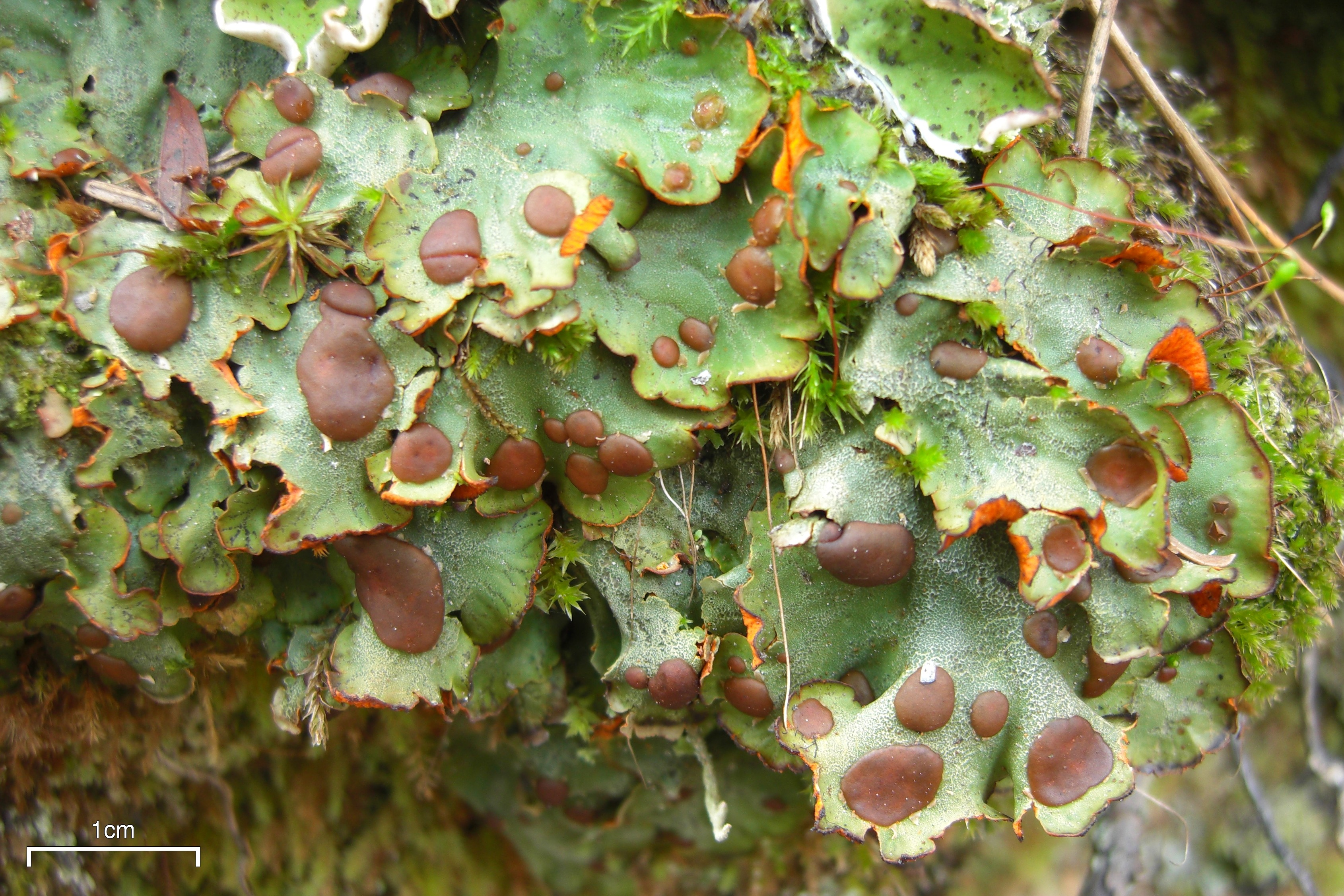
Solorina crocea
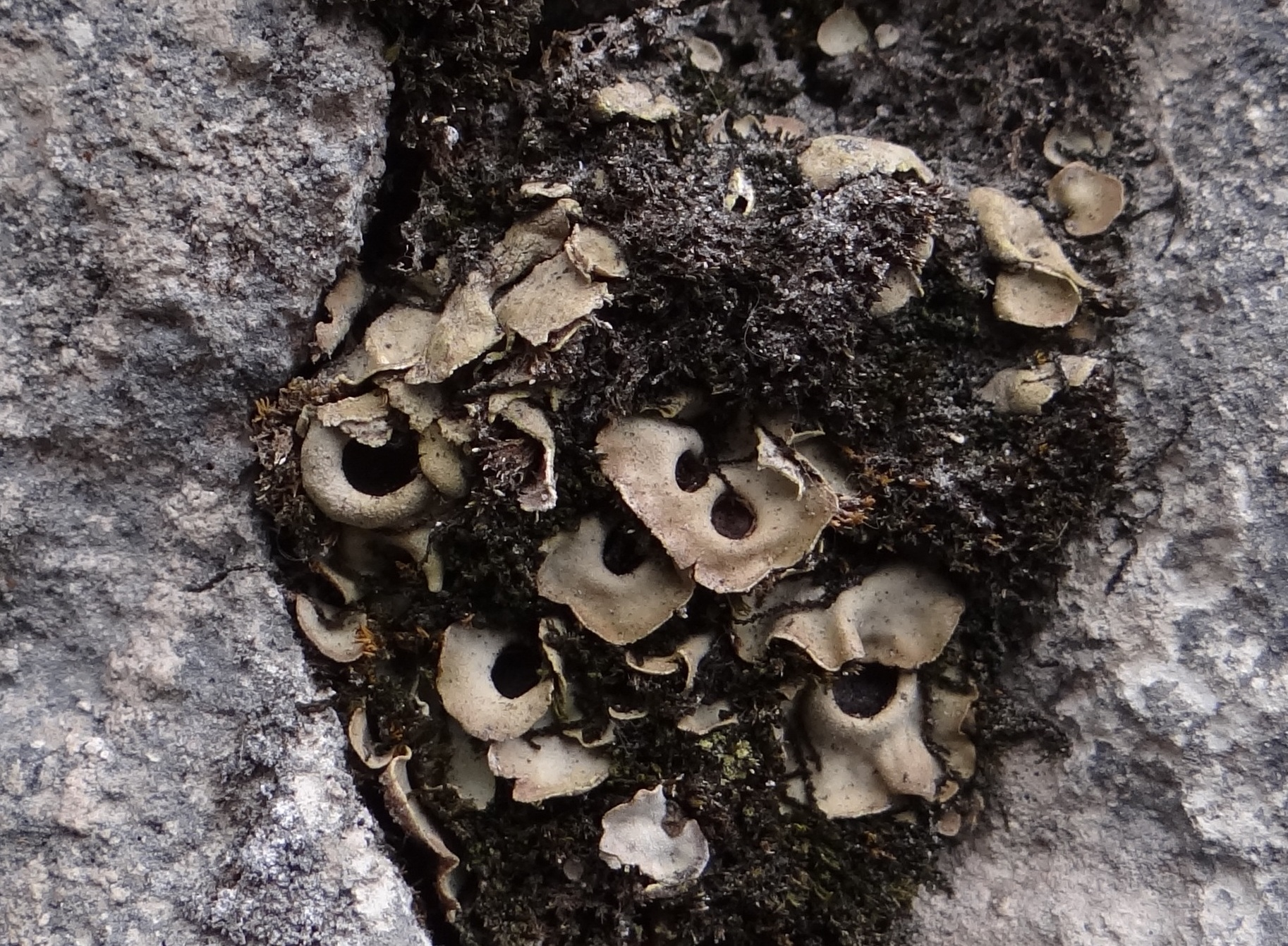
Solorina bispora